# Red Book
Red Book (česky Červená kniha) je standard pro audio CD disky (tj. zvuková CD), které jsou označovány též jako Compact Disc Digital Audio system nebo také CDDA. Její název vyplývá z přebalu knihy ze sady tzv. Rainbow Books (česky Duhových knih), které definují používané formáty kompaktních CD disků.
První verze Červené knihy byla vydána v červenci 1980 firmami Philips a Sony. Následně byla adoptována výborem pro digitální audio disky (Digital Audio Disc Committee) a ratifikována jako IEC 908. Tento standard není volně dostupný a musí být buď licencován od firmy Philips za $5.000 nebo jako IEC 60908 za $210 stažen jako PDF dokument.